# 15-cm sIG 33 auf Fahrgestell Panzerkampfwagen II (Sf)
Le 15-cm sIG 33 auf Fahrgestell Panzerkampfwagen II, ou appelé parfois le Sturmpanzer II, devait remplacer le Bison dans la Wehrmacht, lequel était trop haut et donc facile à toucher. Le Sturmpanzer II avait été largement abaissé en couplant le canon et le châssis et non en le posant dessus. Le Bison rendait aussi l’équipage vulnérable aux armes légères et aux grenades par le fait que seul l'avant était protégé par des plaques ; sur le Sturmpanzer II, l'entièreté du contour avait été protégé.